# La Thuile (Vale de Aosta)
La Thuile (pronúncia em francês: [la tɥil]</link> ; Valdôtain : La Tchouiille</link>  ) é uma cidade e comuna italiana do Vale de Aosta, no noroeste da Itália.

## Geografia

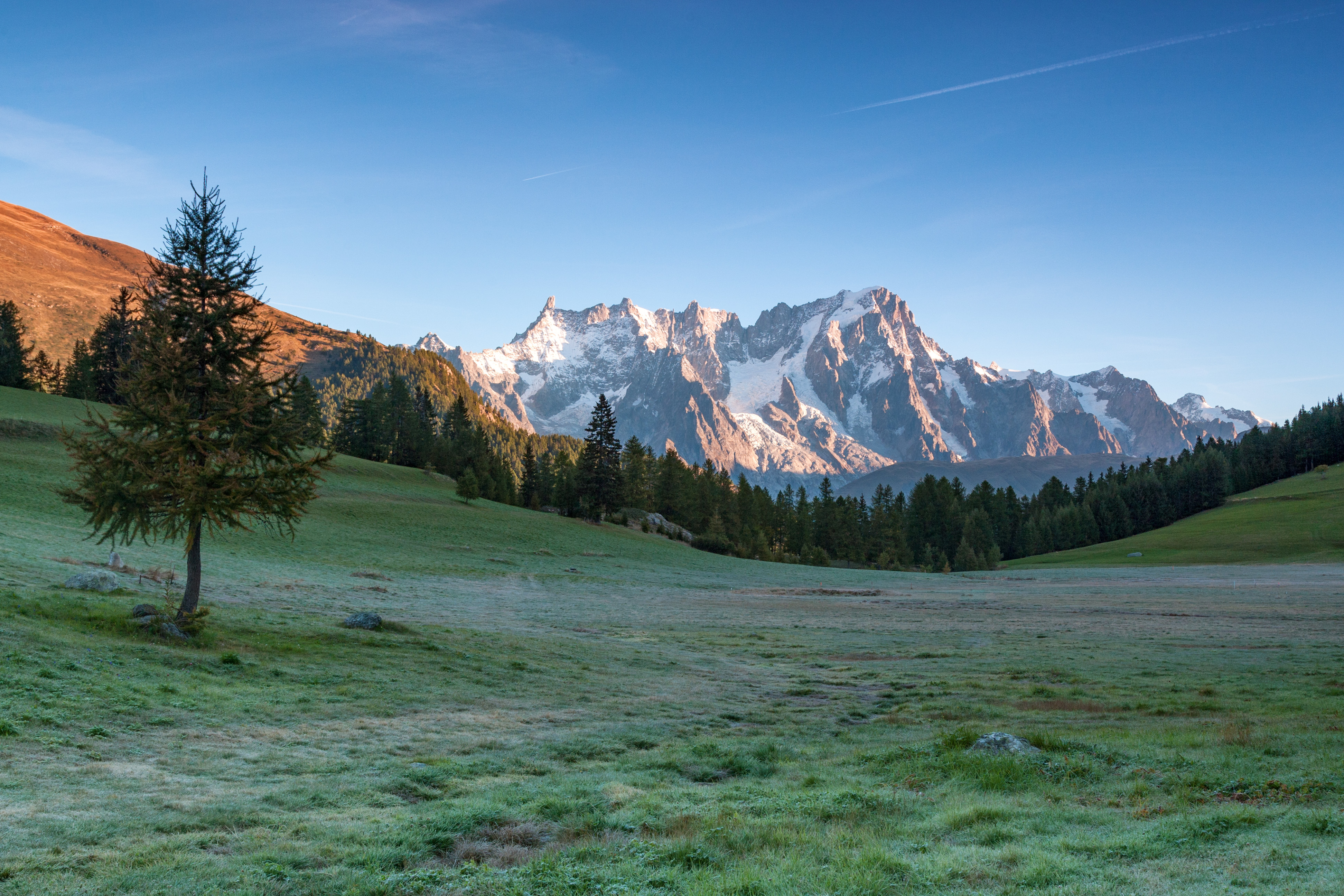
Dent du Géant e Grandes Jorasses vistos de Petosan (La Thuile)

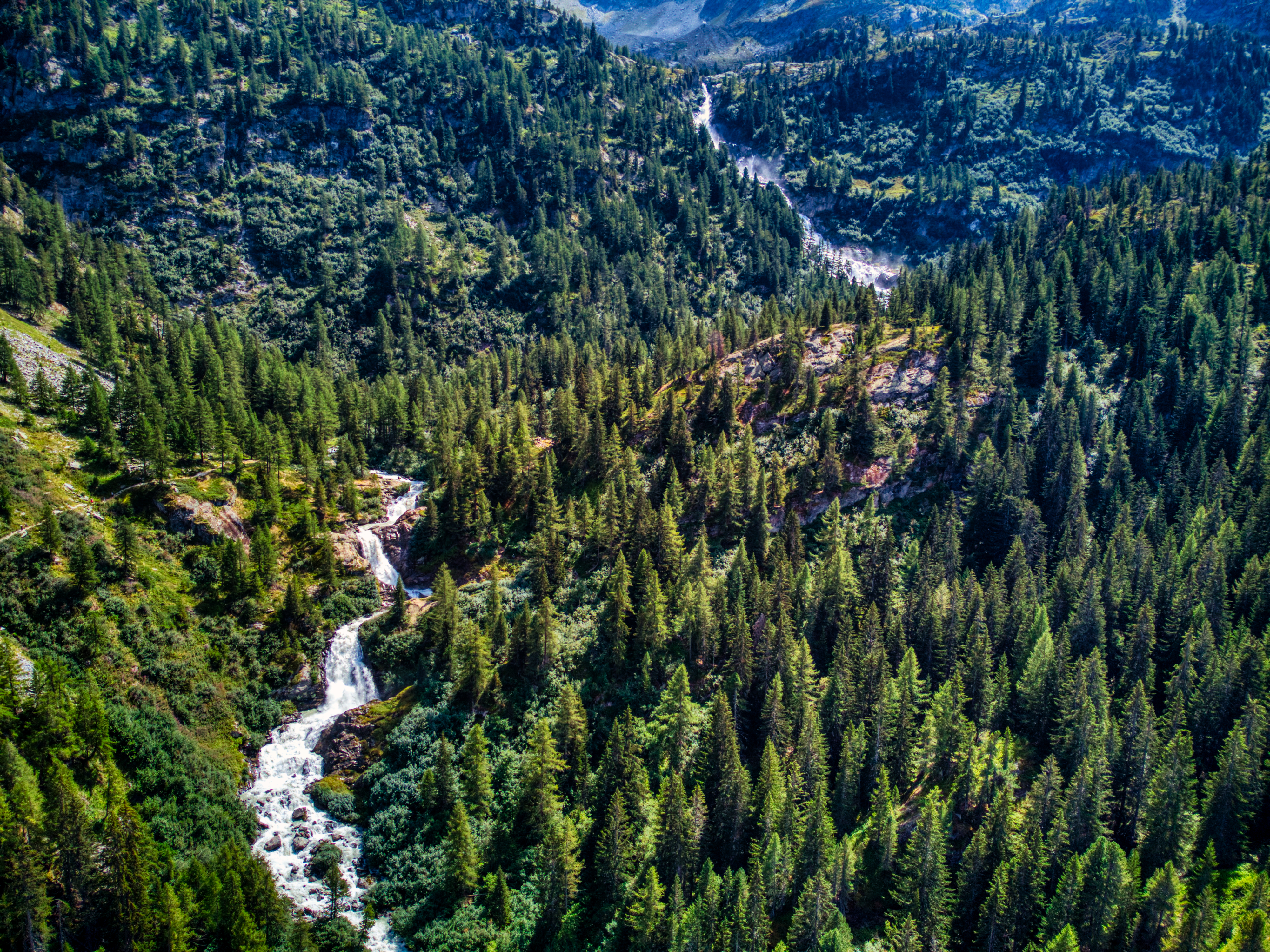
Cachoeiras do Rutor

La Thuile está localizada nos Alpes, no extremo noroeste do país, perto da cidade alpina francesa de La Rosière. A cidade é atravessada pela estrada que vai de Pré-Saint-Didier, no noroeste, até o Passo do Pequeno São Bernardo, no sudeste, que liga a Itália a Bourg-Saint-Maurice e ao Vale do Isère, na França.

## Economia
A mineração de carvão ( antracite ) era importante na área antes da II Guerra Mundial, muitas escavações e antigas estruturas mineiras podem ser vistas ao redor da aldeia. Hoje em dia, La Thuile é uma renomada localidade turistica, tanto no inverno como uma das principais estâncias de esqui alpinas italianas ligadas a La Rosière, como no verão (caminhadas e Mountain Bike).

## Eventos
La Thuile tem sido palco de várias grandes conferências internacionais anuais de inverno: "Les Rencontres de Physique de la Vallée d'Aoste" organizada pelo Instituto Italiano de Física Nuclear e "Rencontres de Moriond" organizada pelo Instituto Nacional Francês de Energia Nuclear e de Partículas física (IN2P3).
Em fevereiro de 2016 as pistas de La Thuile sediaram, pela primeira vez na história, três competições (duas de downhill e uma super G) válidas pela Copa do Mundo de Esqui Alpino FIS feminino. Em 2020, o mundial feminino voltou ao 3 Franco Berthod no sábado, 29 de fevereiro e no domingo, 1º de março de 2020, respectivamente com o downhill e o super-G.
A Enduro World Series foi em La Thuile em 2014 e sediou a quarta rodada da Enduro World Series em 2016.

## Transporte
O transporte público inclui autocarros regulares que ligam La Thuile a Pré-Saint-Didier, este último tem uma estação ferroviária ligada à rede ferroviária italiana através de Aosta . Um dos aeroportos mais próximos é o Aeroporto Internacional de Genebra, aproximadamente 120 km (75 mi) longe e de Torino.

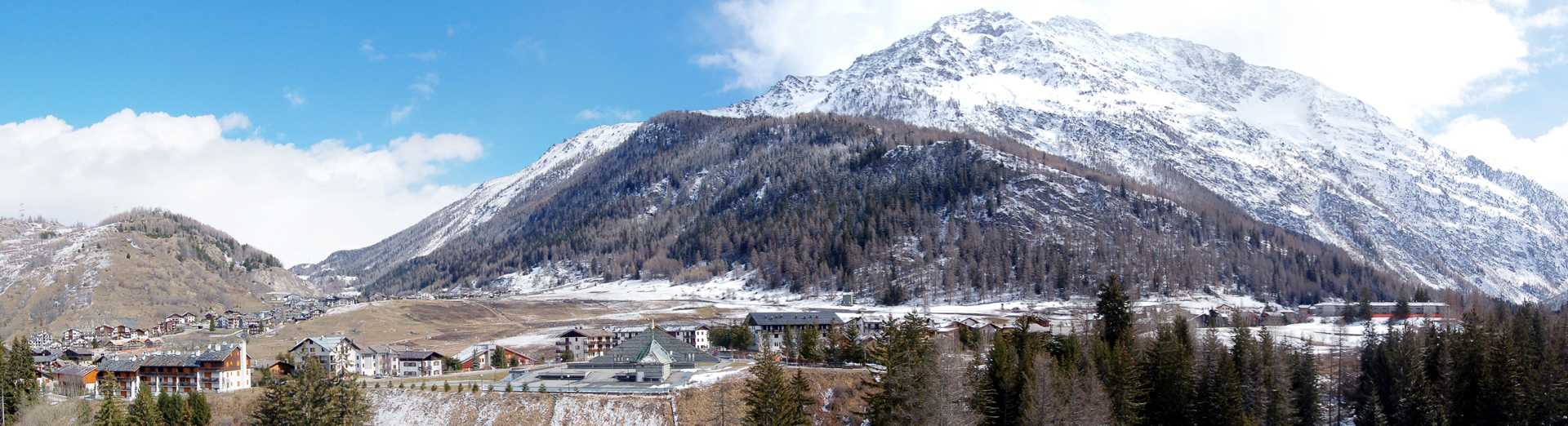
Vista panorâmica de La Thuile

## Relações Internacionais

### Cidades gêmeas – cidades irmãs
La Thuile está geminada com:
- Alassio in Italy
- Laigueglia in Italy